# 性奴隸
性奴隸簡稱性奴，指被強逼進行性交，以满足控制者的淫慾，被視為洩慾工具的人。古代的貴族、統治者常有性奴隸，大多數性奴來源有些是被流放的罪犯，有些是因年幼家貧遭父母賣身為奴隸，也有些是因生存條件不利或家族官員升遷，轉而投身於富貴商人或皇室的宮女和奴婢；但也有些則是因戰亂而被己方軍人或敵軍帶走變成戰俘，轉而被分配給有軍功的軍人或軍閥，又或是遭人販子拐賣而變成奴隸。
一般的奴婢也常會被主人性侵犯，成為性奴隸。但有不少女奴因此受到主人特別寵幸或生下兒女的寵婢有可能成為妻妾，也有可能不會。
戰俘也常會被視為性奴隸，亦有人拐帶兒童充當性奴隸，強逼他們賣淫或供自己或他人淫慾。

## 與性奴相關的法律
《国际刑事法院罗马规约》中的危害人类罪 (Article 7)包含“奴役”(Article 7.1.c)和“性奴役”(Article 7.1.g)，即“广泛的、或系统的直接攻击民众”。它也规定了性奴役是战争罪，包括日内瓦公约条目中规定了在国际武装冲突(Article 8.b.xxii)和间接国内武装冲突(Article8.c.ii)的情况，但是对于战争罪而言法庭明确排除了相关犯罪在“国内不稳定与动乱，例如冲突、孤立、零星的暴力和其他类似的性质”等情形(Article 8.d)。
罗马规约的内容并没有明确定义性奴役，但是将奴役定义为“使用有关任何或全部的有关拥有人身所有权，包括在贩卖人口中使用这种权利，特别是女人和小孩。(Article 7.2.c)
就罗马规约的评价上，马克·克拉姆堡（Mark Klamberg）称：
性奴役是一种奴役的特别形式，包括限制某人的自主权、活动自由、决定自己性行为的权利。因此，该犯罪包括逼婚、家庭奴工和其他胁迫性劳动，并最终包括强迫的性行为。与之相对的是强奸，后者是侵犯完成，性奴役构成了持久的侵犯. ... 性奴役的种类可以是，例如将女性关入“强奸营地”、“慰安所”、强迫暂时“嫁给”士兵以及其它，例如将妇女视为财产，即完全满足蓄奴的通常标准。

## 性贩卖
性贩卖是一种人口贩卖，包括以性剥削为目的，通过胁迫或虐待的方式征集、运送、交换、收容、或是接受人口。性贩卖不仅是人口贩卖的形式，而且在人口贩卖比例中估算不一。它是单单为性奴役而进行的人口贩卖。
BBC新闻引用联合国毒品和犯罪问题办公室的报道，将2007年最常见人口贩卖目的地定为泰国和日本。报道也将泰国、尼日利亚、阿尔巴尼亚、保加利亚、白俄罗斯、摩尔多瓦、乌克兰列为人口贩卖的主要来源地。

## 商业性儿童性剥削
商业性儿童性剥削包括雏妓、儿童色情、儿童色情旅游、以色情为目的的儿童人口贩卖，或是其它形式的儿童性交易。国际青少年倡导项目将商业性儿童性剥削描述为侵犯儿童一种胁迫和暴力形式，是一种奴役的形式。
反商业性儿童性剥削世界大会宣言于1996年在斯德哥尔摩召开，定义商业性儿童性剥削为“是成人实施的，以金钱作为报酬，对儿童或第三者的一种性虐待形式。儿童成为性目标和商业目标”。

### 雛妓
雏妓是一种商业性儿童性剥削的形式，通常儿童成为娼妓，为成人的经济利益服务。
印度的联邦警方称在2009年，他们认为印度有120万名雏妓。CBI的报道称印度妇女和儿童发展部协助的研究和调查估算在印度有40%的娼妓是儿童。泰国卫生系统研究院报道称雏妓中占泰国全国卖淫活动的40%。
在世界的一些地区，当局允许或无视雏妓活动。持这些态度的主要是发展中国家，洪都拉斯一名不愿透露姓名的法官称：“如果雏妓受害者年满12岁，当事人拒绝抗议，父母明显从中获益，我们常常不予理睬”。

### 兒童色情
儿童色情有时被称为“儿童虐待影像”，指代描绘含有儿童的色情图片或是影片。例如，对儿童性虐待的可视录像就是儿童色情。当儿童性行为被影视记录以制作色情片，虐待效应（包括延伸至成年期）可大规模、持续传播，虐待图片可以持续获得时，儿童虐待成立。

### 兒童色情旅遊
儿童色情旅游是指以商业性儿童性剥削活动为目的而前往异国的旅行。根据美国国务院的引述，儿童色情旅游导致对儿童身体和心理的剥削，包括“疾病（艾滋病）、毒瘾、怀孕、营养不良、社交排斥、以及可能的死亡”。泰国、柬埔寨、印度、巴西、墨西哥都被列为儿童性剥削的重灾区。

## 強逼賣淫
其中，最重要的问题之一是：强迫卖淫是否可以被视为性奴役。词汇“强迫卖淫”在国际人权公约中出现，但缺乏足够的理解和应用。“强迫卖淫 ”通常指代控制他人，强迫进行性交易。
就卖淫这一问题，人们意见不一，纷争不断。例如在欧洲，就卖淫本质是自由选择或是剥削妇女上，看法出现分歧。瑞典、挪威、冰岛的法案认为所有卖淫行为都是剥削性的，反对卖淫是自愿性的。当地法案禁止有偿购买性交易，而不是出售性交易。与之相反的是荷兰和德国，卖淫是被认可的职业。
联合国大会在1949年通过了《禁止贩卖人口及取缔意图营利使人卖淫的公约》。该公约取代了一系列早先通过的公约，涵盖一些强迫卖淫的方面。根据该公约，签署国必须履行三个责任：禁止非法交易、规范管理和检查手段、以及对被交易人口的社会办法。公约就非法交易问题在观点上进行了两次修正：娼妓是拉皮条的受害人；文字上避开用法“卖良为娼的交易”、“女人”，第一次使用了种族、性别中立的语言。公约的第一条为惩处提供了依据，包括“以卖淫为目的，实施诱导、怂恿、或是误导”，或是“对他人实施性剥削、甚至包括当事人同意的情况”。公约还规定，构成非法交易无需跨越国界线。

## 逼婚
逼婚指代婚姻中一方或双方当事人在结婚问题上并没有选择的自由权利。逼婚是性奴役的一种形式。导致逼婚的原因很多，包括彩礼、嫁妆；贫穷；贞操的重要性；“家族荣誉”；婚姻被大家族认为是一种社会安排；教育和经济的局限；自认为是对文化和宗教传统的保护；协助移民。逼婚在南亚一些地区和撒哈拉以南非洲等地很常见。

## 反人类罪
《罗马规约》的解释备忘录中，给出国际刑事法院定义，认定如果大规模地、系统化地强奸、性奴役、强迫卖淫、强迫怀孕、强迫绝育、“或任何形式的严重性暴力”都是反人类罪。前南斯拉夫问题国际刑事法庭根据《日内瓦公约》战争罪条款发布通缉令时第一次将性奴役认定为反人类罪。具体来讲，当福查（波斯尼亚和黑塞哥维那东南部）在1992年4月份被攻陷后，当地的穆斯林妇女遭到波斯尼亚塞族士兵、军警系统性、大规模性的团伙强奸、虐待、性奴役。起诉书在司法上的重要意义在于它第一次以虐待和奴役的形式调查性侵犯，并以反人类罪起诉。前南斯拉夫问题国际刑事法庭在2001年判定强奸和性奴役为反人类罪。判决的挑战性在于它认定对女性的强奸和性奴役是战争固有的一部分。前南斯拉夫问题国际刑事法庭认定三名波斯尼亚塞族男士强奸福查穆斯林妇女和女童（有的年仅12-15岁）罪名成立。起诉包括反人类罪和战争罪。此外，两名男士被控将妇女和女童关入禁闭室，进行性奴役，判定罪名成立。许多妇女都相继失踪。

## 搶婚和大规模强暴
搶婚是一种强迫婚姻的形式，在某些文化传统中有所存在。婚姻绑架常常出现在中亚、高加索地区、非洲一些地区、东南亚一些苗族人当中、墨西哥泽套人、欧洲罗姆人当中。虽然搶婚的动机因地域的不同而有異，但是有这种现象出现的常常是认为婚外性行为或婚外孕是社会污名的父權文化。在绝大多数的案例中，搶婚的男方常常社会地位低微，可能是由于贫穷、疾病、人品不佳或是犯罪。有时，双方当事人以搶婚为掩盖私奔，将既成事实给父母看。这些男方有时不愿意以正当手段迎娶女方，可能是不愿意对女方家庭支付彩礼。
搶婚应与“大规模强暴”(raptio)加以区别，前者只带男方的一位对女方的一位进行诱拐，常常是普遍存在的或是正在实施的活动。后者则指代男性群体对女性大尺度的诱拐，常常伴随战争出现。拉丁词汇raptio指代对女性的诱拐，可以是以婚姻为目的（通过拐卖、私奔，或是奴役，特别是性奴役）。在罗马天主教法典中，raptio指代新娘被暴力所胁迫、法律所禁止的婚姻。(Canon 1089 CIC)
据推测，大规模强暴在人类学古代时期就已经出现。在欧洲新石器时代，在奥地利察伊亚河畔阿斯帕恩线纹陶器文化所出土的众多杀死的牺牲品中，年轻女性和儿童的遗体明显占少数，估计是男性被杀，年轻女性则被拐走。

## 在战争中
几乎在历史上的所有时期，强奸和性暴力都伴随者战争出现。在十九世纪前，军事界都认为所有人，包括没有武装的妇女和儿童都是敌人，交战国有权征服她们。
“胜利者得而享受战利品”已经是几个世纪以来的战争口号，而女性被视为战利品的一部分。很多战争都记录了制度化性奴役和强迫卖淫，特别第二次世界大战中极为典型。

## 各國的性奴事件
官方对性奴役受害人的估算结果不一。2001年国际移民组织估算为400,000人，联邦调查局估算为700,000人，联合国儿童基金会估算为175万人。

### 亚洲
2010年1月，印度最高法院称印度“正在成为”大规模雏妓的“中心”。法院建议建立特别调查部门来解决这个日益恶化的问题。
《新国际主义》杂志中一篇关于救援基金的文章称“根据印度救救孩子的报道，嫖客们现在更喜欢10-12岁的女孩。”文章同时认为日益增长的妓女人数为传播艾滋病带来便利，使得印度成为艾滋病泛滥的世界第二，仅次于南非。
2007年，印度妇女和儿童发展部估算全印度约有280万性工作者，其中35.47%在18岁前进入该行业。妓女人数在进几十年间翻了倍。一篇新闻报道称约有200,000尼泊尔女童被拐入印度红灯区。由于她们的肤色和美貌，尼泊尔妇女和女童，特别是处女，在印度都受到特别欢迎。一篇报道估算每年约有5,000-7,000尼泊尔女童被拐入印度城市红灯区，许多女童年仅9-10岁。
在巴基斯坦，女童被她们的家人卖入城市老鸨那里。这常常是由于贫穷或是欠债，家人无力供养女童，只好卖掉。案件还揭示由于赌博、酗酒或毒瘾，妻子、姐妹被卖给老鸨。阿富汗“代理人”也会以高薪工作诱拐女童进入巴基斯坦，成为性奴。一旦进入巴基斯坦，她们被，卖入妓院（kharabat），被迫成为性奴多年。阿富汗还未长胡须的男童也可能被卖，有时金额达数以千计美元。
在泰国，卫生系统研究院在2005年报道称儿童在泰国色情行业中占了40%的比例。报道进而称年满18岁的妓女，包括缅甸、中国云南省、老挝、柬埔寨等地的外来妓女，都在不同程度上被迫卖淫。旅游局的警方在1997年称有500名中国人和200名欧洲人在曼谷卖淫，她们大多是非法入境，常常取道缅甸和老挝。早先的报道则给出了不同的数据。
美国国务院2007年人口贩卖报道称波斯湾阿拉伯国家的性奴可能来自前苏联、东欧、远东、非洲、亚洲和其它中东地区。

#### 中國
- 河南洛阳性奴案
- 湖北武汉性奴案

#### 伊斯蘭國
伊斯兰国的「研究與教令部」據報在2014年12月出版了一本關於處置女奴的小冊子，指出穆斯林可以把戰鬥中俘獲的敵方女性非穆斯林收歸為奴隸。小冊子指示伊斯蘭國成員不論是否已婚都可以與自己擁有的女奴性交，這是《古蘭經》第23章5－6節允許的。小冊子又指示成員可以與未到青春期的女奴性交。女奴是主人的財產，可以買賣、轉讓（懷有主人骨肉的女奴除外），主人可以打不聽話的女奴，但不許打臉部。
2014年有估計指伊斯蘭國已擄走多達5000名女子作為性奴，大部分是雅茲迪人。

### 非洲
非洲殖民地在十九和二十世纪时废除了奴隶制。然而，在法外之地，如苏丹马赫迪帝国，奴隶制依然猖獗。奴役作为一种制度已经在世界范围内废除，但是缺乏有效政府管控的地区，如苏丹、利比里亚、塞拉利昂、乌干达北部、刚果、尼日尔、以及毛里塔尼亚等地，性奴役依然频频出现，在加纳、多哥、贝宁等地，被称之为trokosi的庙妓（仪式奴役）迫使数以千计的女童和妇女成为传统庙宇中“神祇的妻妾”，祭司则代表这些神祇行使性性行为。

### 美國
《旧金山纪事报》2006年报道称：在二十一世纪，妇女，特别是来自南美洲、东南亚、和前苏联的妇女，被拐入美国成为性奴。ABC新闻2006年的报道称与现行的误解相反，美国公民也可能被逼卖淫。
美国国务院在2001年估算每年约有50,000-100,000名妇女和女童被拐入美国。2003年，国务院报道估算约有总计为18,000-20,000人被拐入美国，成为劳工或性奴。2004年6月报道估算每年约有总计为14,500-17,500人被拐。布什政府建立了42个司法专项任务部门，耗费150万美元来整治人口贩卖问题。然而，在法案通过后的七年间，政府自2000年起仅仅认定了1,362名人贩受害者，离政府估算的每年50,000人相去甚远。
纽约的女童教育与监护服务（The Girl’s Education & Mentoring Services）声称在性交易中绝大多数女性在童年就倍受性侵犯。贫穷和缺乏教育都对从事色情行业的妓女们影响深远。
根据宾夕法尼亚大学的调查报告显示，有100,000-300,000美国儿童在事实上受到毒品、无家可归、与商业性剥削相关的实时威胁。然而，报道强调：“这里的数据不是美国性剥削案例数的真实数据，而是受到商业性剥削‘威胁’的儿童人数”。
拐卖人数在2010年报道中称美国是“男人、妇女、儿童因奴役、债奴、被迫卖淫的来源、中转、目的地国家”。美国性奴役以多种形式、多种渠道出现。美国性拐卖可能以亚洲按摩院、墨西哥酒吧、居民区老鸨、街头嫖客点的形式出现。美国反人贩社区正在讨论性奴役的程度。有的认为这种剥削是卖淫的本质，还有的则以更严禁的方式定义性奴役，考虑了暴力、欺诈、和胁迫等元素。
非法按摩院中的妓女常常被迫在公寓里工作多时。很多客人可能不会认出这些按摩女其实是被迫卖淫的妓女。妇女可能受到诱惑，被拐入美国。在欠下“主人”很多债后，他们被迫工作以“赎回”自己的人身自由。有时，被拐女性被迫接受整容手术或堕胎。《邻家奴隶》（2009）中的一章里描述人口贩卖不受地点和阶级的限制。它得出结论，认为社会中所有人都需要对怪异的行为保持警觉，因为倍受身心折磨的受害人无法自我逃生。
美国国会在2000年通过了《人口贩卖和暴力受害人保护法》，对性拐卖加重处罚。对前性奴而言，应获得T-1签证。想获得签证的妇女必须“证明她们受到‘暴力、欺诈和胁迫’的奴役”。签证允许前性侵受害人在美国滞留三年，而后申请绿卡。

### 欧洲
2005年，荷兰当局估算每年约有1,000-7,000人成为受害人。警方调查大多数是合法性交易，其中卖淫的所有活动都得到记录，但是妓院窗口则有些浮夸。荷兰新闻网站Expatica报道在2008年，荷兰有809人受害；其中有763为妇女，60%被迫卖淫。在有报道的受害人中，来自匈牙利的全部是妇女，全部被迫卖淫。
在德国，受害妇女常常来自东欧，被当地组织贩卖至此。德国官方认定在2008年有676名性受害人被拐，2007年为689人。德国联邦警察局在2006年报道称在775名受害人中有357人被拐。犯罪嫌疑人中35%为德国出生的德国公民，8%为外国出生的德国公民。
在希腊，根据非政府组织的估算，在2008年，全国有总计13,000–14,000受害人被拐。被拐入希腊的受害人来源包括尼日利亚、乌克兰、俄罗斯、阿尔巴尼亚、摩尔多瓦、罗马尼亚、白俄罗斯。
在瑞典，警方估算，在2006年，约有1,500-3,000人受到各种形式的拐卖。组织者和受害人基本上来自匈牙利、斯洛伐克、罗马尼亚、乌克兰、摩尔多瓦、立陶宛、巴西、多米尼加、泰国、柬埔寨、非洲。
在比利时，检方在2007年处理了418个拐卖案例，包括219个经济剥削和168个性剥削案件。同年，联邦法警处理了196个案件，对比2006年的184个。2007年，警方以拐卖人口罪名逮捕了342名嫌犯。最近，RiskMonitor基金报道估算在比利时工作的妓女约有70%来自保加利亚。
在奥地利，维也纳成为人贩子案件最多的城市，虽然格拉茨、林茨、萨尔斯堡、因斯布鲁克也被同样的问题困扰。非政府组织LEFOE-IBF报道在2006年有108人受到各种形式的拐骗，2005年为151人。
在西班牙，官方估算在2007年有1,035人成为性侵受害人，445人成为劳工受害人。

## 历史

### 在二战中

#### 日方
“慰安妇”是性奴隶案例。该词汇指代在二战日本帝国军队占领区，妇女被迫成为妓女以满足侵略者的现象。对于人数的估算多少不一，有的日本学者估算为20,000人，而有的中国学者估算为410,000人。该数字仍在研究和争议当中。绝大多数慰安妇来自朝鲜、中国和其它大东亚共荣圈占领地。她们常常被诱拐、或欺骗来入行。很多妇女被强奸致死，或是被折磨而死，如将乳房切割或撕裂腹部。根据1995年联合国人权委员会的报告，性奴“每天被强奸约10次（按下限估算），每周五天；可以推算，每名‘慰安妇’每周被强奸约50次，或每年2,500次。以三年计算，慰安妇平均会被强奸7,500次”。

#### 德方
二战期间，德方在集中营内开设妓院（Lagerbordell），为受降者服务。在拉文斯布吕克集中营中，妇女被迫卖淫，为将士服务的妓院（Wehrmachtsbordell）常常是被德军没收的老妓院或是旅馆。妓院常常会散佈性病。在被管控的妓院中，妓女们不得不频繁体检，防治性病。
据估算，在第三帝国时期，沦陷国家和地区中约有至少34,140名妇女被迫卖淫。在欧洲被占领地区，当地妇女常常被迫卖淫。1941年5月2日，波兰流亡政府外交部长发函，称大批纳粹扫荡波兰城市，目的是抓小姑娘给德军将士享受。妇女常常试图逃跑，挪威至少有一次已知的大规模行动。

### 白奴
十九世纪到二十世纪早期，在英语国家中白奴（"white slavery"）指代对白人妇女的性奴役。这与中东后宫中被奴役的妇女有关，例如所谓的切尔克斯人美女。该词汇后来逐渐演变成为对妓女的委婉语。该词汇在对未成年人进行性剥削上特别常用，暗指儿童的年青女孩无法决定自己的命运。
在英国维多利亚时代，《蓓尔美街报》竞选记者威廉·托马斯·斯特德花了£5买了一名13岁女孩，这等于一名劳工一个月的工资。（参见伊莱扎·阿姆斯特朗案件）十九世纪八十年代，英国对于“拐卖妇女”的道德恐慌达到了最高峰。那时，“白奴”成为公共道德和文人墨客的自然攻击目标。接踵而至的呼声迫使议会立法废奴。议会通过了《1885年刑法修正案》，将最低合法性交年龄从13岁抬高到了16岁。
随后，美国在二十世纪早期也出现了类似的恐慌，在1910年达到高潮。芝加哥检察官声称(没有给出细节)国际犯罪团伙正在欧洲拐卖女孩，将她们送进芝加哥的妓院里卖淫。这导致了道德恐慌，使得美国在1910年通过了《曼恩法案》。法案禁止以淫荡目的跨州运动女性。它的主要目的是控制卖淫和道德堕落。
纽约埃利斯島移民检查官负责检查来自欧洲的妓女，但检察官表示十分受挫，因为她们对于问答而言常常“撒谎”、“善于胡编”。他们常常被指责受到虚假地址的糊弄，接受了不完整的应答。检察官海伦·布里斯调查了纽约田德隆区的几个家庭，发现在二十世纪早期就出现了妓院。她编撰了妓院列表，包含了所有人和居住人。纽约检查主任在1907年写报道，为玩忽职守的罪名辩护，称公众没必要“恐慌”，他已经尽力筛查来自欧洲的妓女，特别是未婚女性。移民总监在1914年报道中称许多妓女会刻意嫁给美国人来骗取国籍。他称：欧洲妓女“嫁给品行不端的家伙”并非难事。
美国的华裔移民不算在白奴之内，这些活动在华裔社区内算为犯罪。在美国文化中，音乐剧《蜜莉姑娘》中对华裔妓院进行了特写，并将其列为“白奴”。帮派电影《双龙大火拼》里中西部白奴像牛羊一样被出售。

### 阿拉伯贩奴
直到二十世纪为止，奴隶交易，包括性奴，在中东某些地区泛滥成灾。这些奴隶主要来自撒哈拉以南非洲、北高加索地区（以切尔克斯人为主）、中亚（以突厥人为主）、中欧和东欧（以萨卡里巴为主）。在十六世纪到十九世纪期间，巴巴里海盗也从西欧掠走了125万名奴隶。

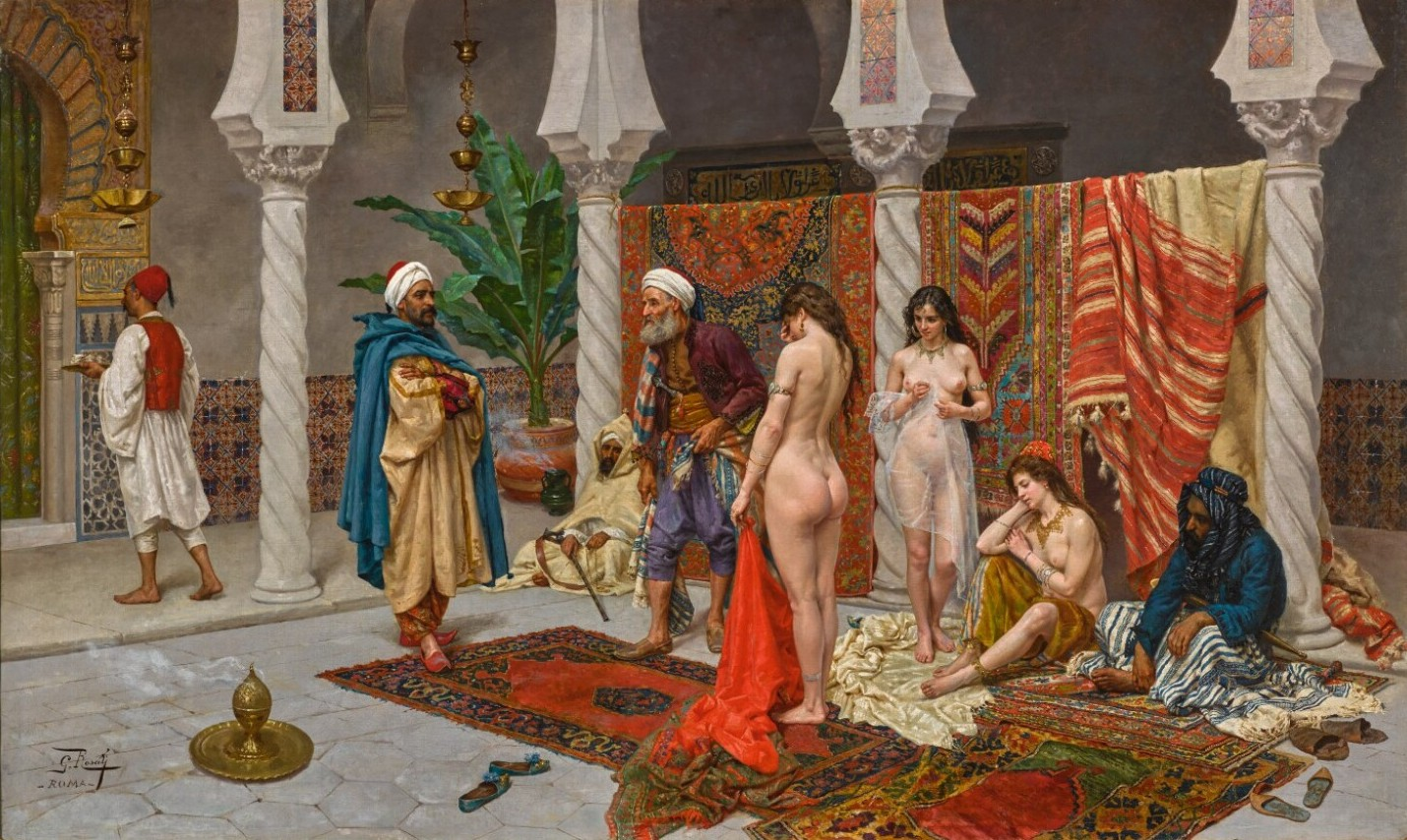
奥斯曼帝国的切尔克斯人性奴正在被接受挑选。

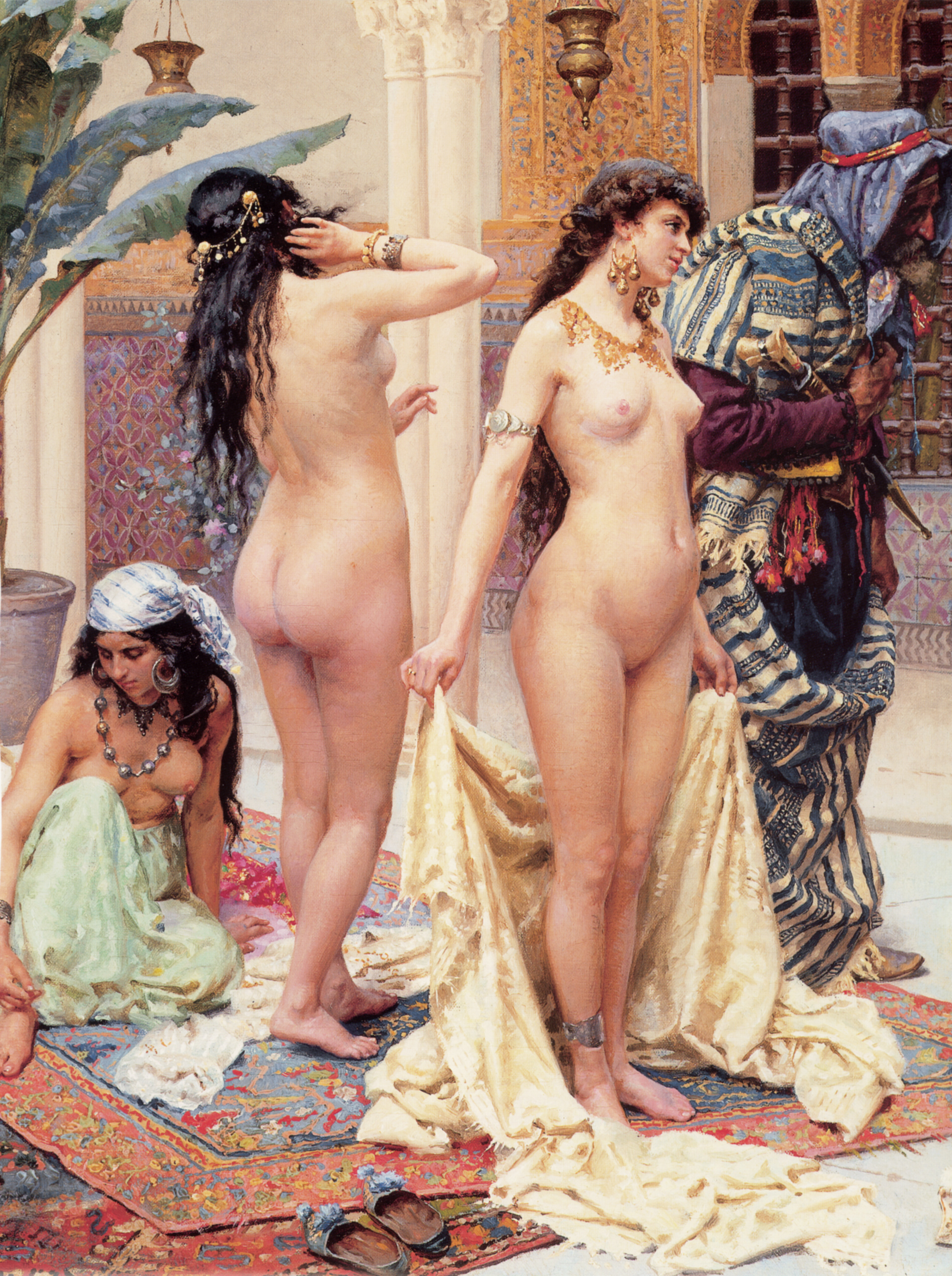
切尔克斯人性奴

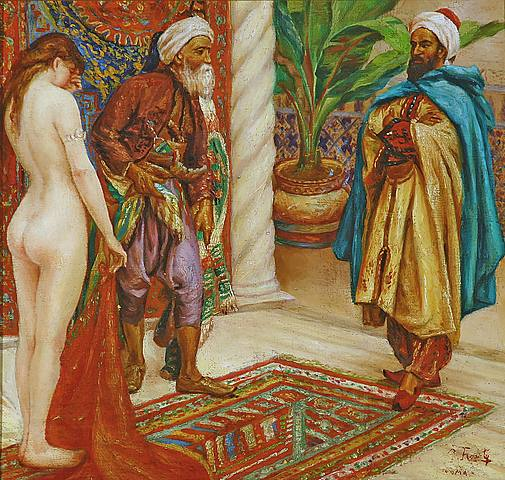
赤身裸体的切尔克斯女子正在被接受挑选。

黑奴贸易中男女比例是2:1或3:1，阿拉伯贩奴与此不同，男女比例中女性的更高，由此可见对女性奴隶的偏好。纳妾和生殖成为进口女奴的主要驱动力（主要来自欧洲），虽然很多女奴不过是从事家务活。

### 亚洲
在越南北属时期，越南少女被卖入中国成为性奴。诗人元稹曾撰诗对此记录。大量南越女子被贩卖进入中国。被贬至南方的文人笔下，南越女子都十分佳艳。
在十六到十七世纪中，葡萄牙人和南亚印度水手（lascar，有时是来自非洲的）常常在日本贩奴，抓获年轻的日本女子作为性奴，或是带回澳门、东南亚及美洲葡萄牙殖民地、印度蹂躏。例如，在十六世纪晚期到十七世纪的葡萄牙殖民地果阿邦，有一个日本贩奴社区存在。
在十九世纪和二十世纪早期，一个以中国、日本妓女组成的人口贩卖网络横跨中国、日本、韩国、新加坡、英属印度，被称之为“黄奴贩卖”。在当时，娼妓网络也包括从欧洲大陆至印度、英屬錫蘭、新加坡、中国、日本，被称之为“白奴贩卖”。
在二战期间，日本帝国士兵在入侵东亚、东南亚期间进行性奴役活动。词汇“慰安妇”是一个委婉语，约有200,000名妇女，主要是来自朝鲜、中国大陆、臺灣、菲律宾的妇女进入日本帝国军队的妓院卖淫。

### 美国
自北美殖民地贩卖非洲奴隶时起，白人就将非裔女奴纳为己妾或是当成情妇。当人口增长时，白人监工、种植园主未婚的儿子、其它奴隶主有时去占非裔女奴的便宜。有的直接被卖入妓院。Plaçage是一种在女奴和有色自由人中系统化的纳妾体制，在十八世纪的路易斯安那州，特别是新奥尔良地区盛行。年轻的混血妇女（被认为是即为佳美）甚是在协商时会得到嫁妆或是财产。父亲们也会为子嗣们，特别是儿子们给予教育，他们可能会在法国读书，或是参军。
但是，保罗·海尼格的研究显示在1790-1810人口普查中邦联地区许多混血族，有色自由人家庭都是白人妇女和非裔男性的后裔，如自由的、契约劳工、或是弗吉尼亚殖民地的奴隶。在革命前夕，殖民地有一半奴隶。在殖民地早先年间，契约劳工和奴隶们常常同吃同住同劳动。
到了十七世纪，弗吉尼亚和其它殖民地颁布法案，规定母系一方为奴所生的孩子是奴隶，无论他们的父辈身份如何，以及他们是否有欧洲血统。词汇白奴常常用来指代混血儿或欧洲血统较高的白黑混血奴。其中最著名的是莎麗·海明斯，她的血统是3/4白人，被认为是玛莎·杰弗逊的異母妹，她们的共同父亲是约翰·威利斯。海明斯成为托马斯·杰弗逊总统的妾，与他生育的孩子中有四个存活；算下来他们有7/8的欧洲血统，其中三人在成年期很容易地进入白人社会（杰弗逊赎买了他们 - 两个非正式，两个在遗嘱中）。海明斯的三个孙子在美国内战中为联邦作战，其中一个成为了上校。
并非所有白人父亲抛弃了他们的奴隶子嗣；有的给予他们教育或是收为学徒，或是给予财产；富有的庄园主将他们的混血孩子送往北方接受教育，有的被给予自由。有的男子赎买了他们的奴隶妻子和混血孩子，特别是在美国独立后的20年间，但是南方立法导致这种形式的解放变得更加困难。玛丽·切斯纳特和范妮·肯布尔在十九世纪记录了有关白人男子与他们的情妇和混血儿们同在一个大家族中居住。大量的混血家族在内战前出现，很多出现在南方的上流社会中。
当奴隶被解放后，许多州通过了反异族通婚法，禁止白人和非白人之间的异族通婚。但是这并没有阻止白人男子利用吉姆·克劳法中白人优越主义所给予他们的权势来占黑人妇女的便宜。或是干脆用普通暴力和财富来实现蹂躏。例如，斯特罗姆·瑟蒙德在21岁时在他父母家中与16岁的女仆发生关系；他倒是为女儿提供资助。女儿由她的叔叔和婶婶养大，直到青春期才知晓她的真实父母。直到瑟蒙德去世后才对此坦言，但是他的确在碑文上将她列为后裔。
十九世纪四十年代晚期的加利福尼亞淘金潮，亚裔商贩将数以千计的中国年轻女子送入美国，包括婴儿，将她们卖入舊金山的红灯区当性奴。在广州，女孩们可能以$40收买（约合2013年的$1104），在美国以$400出售（在2013年约合$11,040）。许多女孩染上鸦片烟瘾，整个人生以卖淫为生。

## 图片

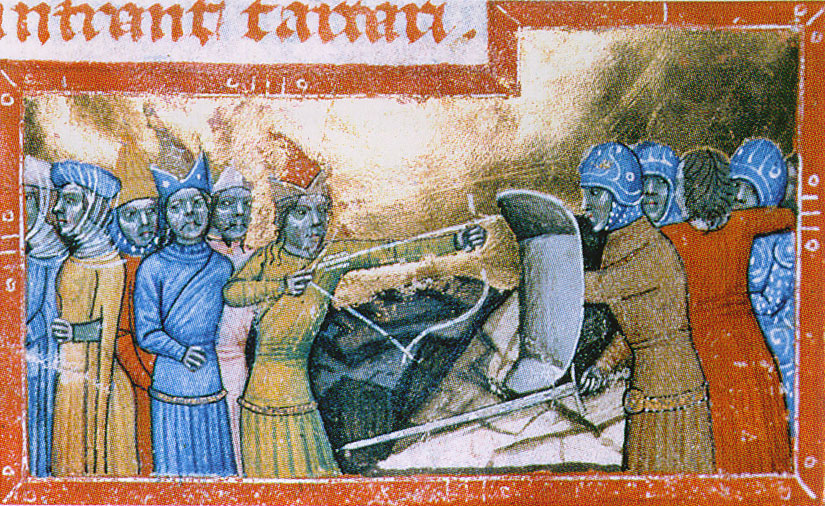
蒙古人入侵匈牙利。蒙古人带着被虏的妇女在左，匈牙利人和一名被解救的妇女在右。
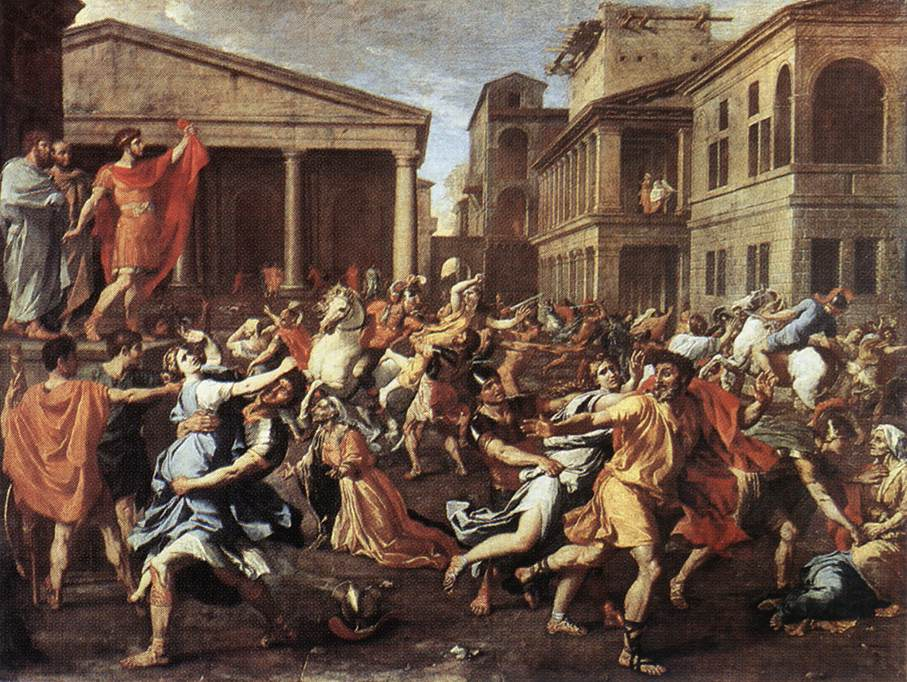
《强暴萨宾妇女》，尼古拉斯·普珊绘，罗马1637–38 (卢浮宫)
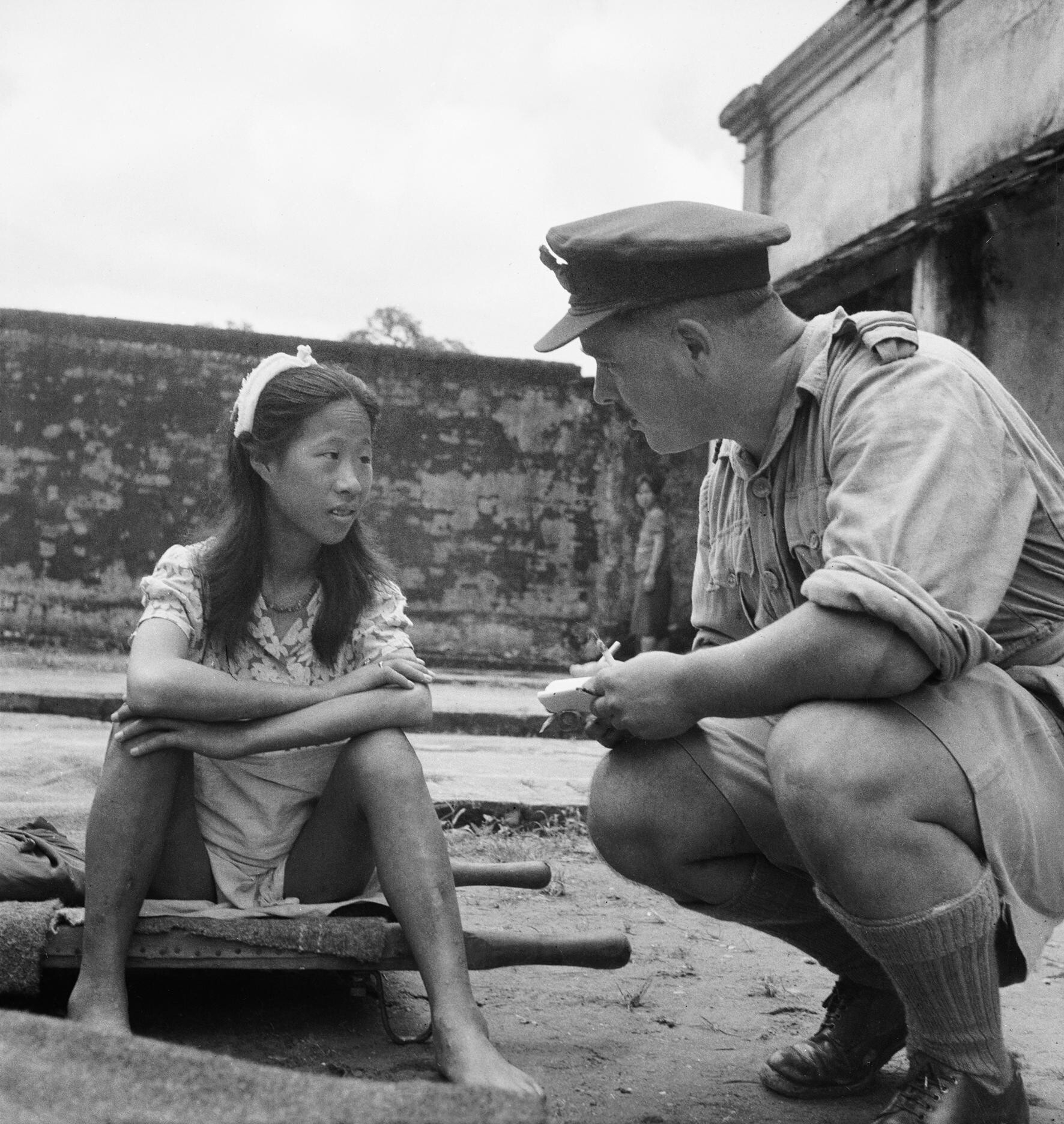
日本軍在緬甸仰光的慰安所，中國少女與英國空軍軍官（1945年8月8日）
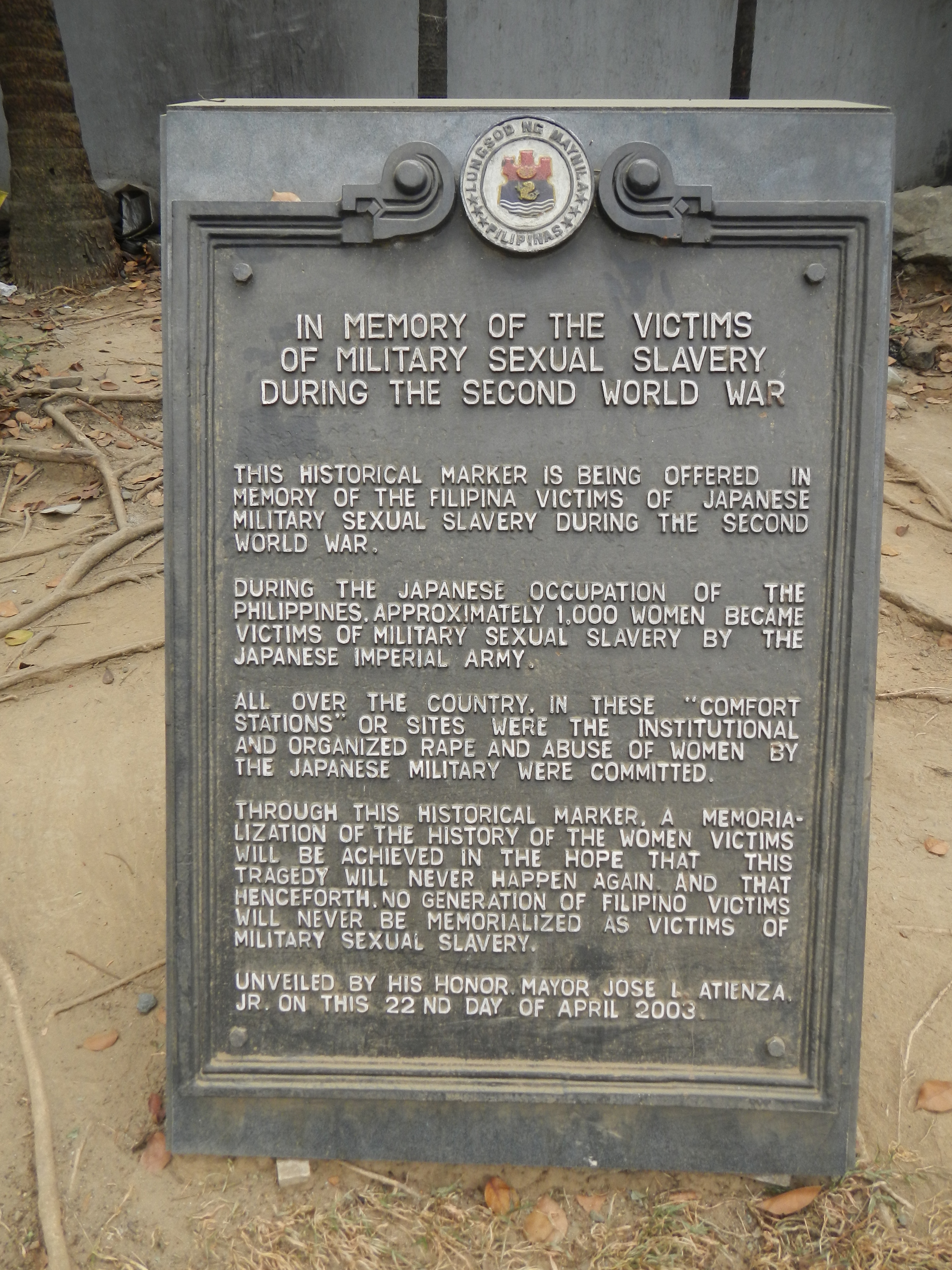
马尼拉慰安妇历史纪念碑
《奴隶市场》(c. 1884)，让-里昂·杰罗姆绘
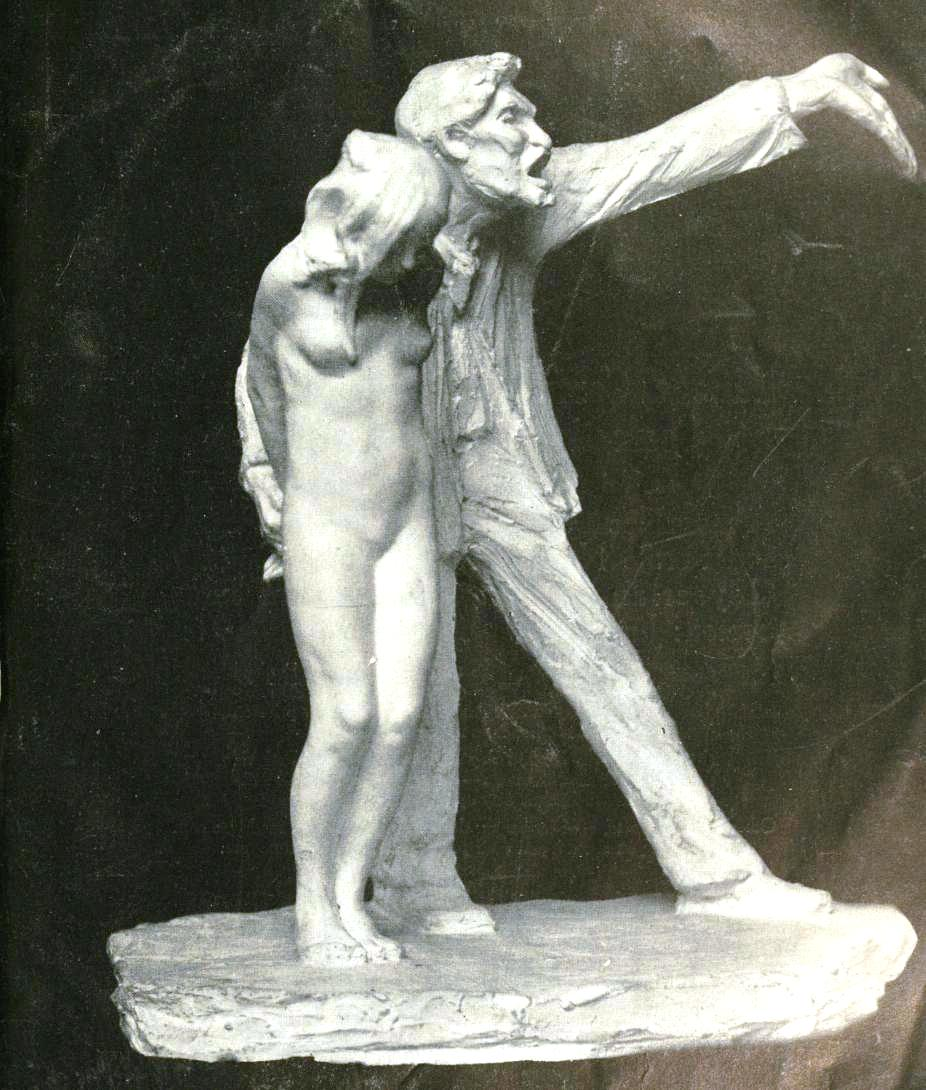
《逼良为娼》，阿不斯塔尼亚·圣莱杰·埃贝勒绘制
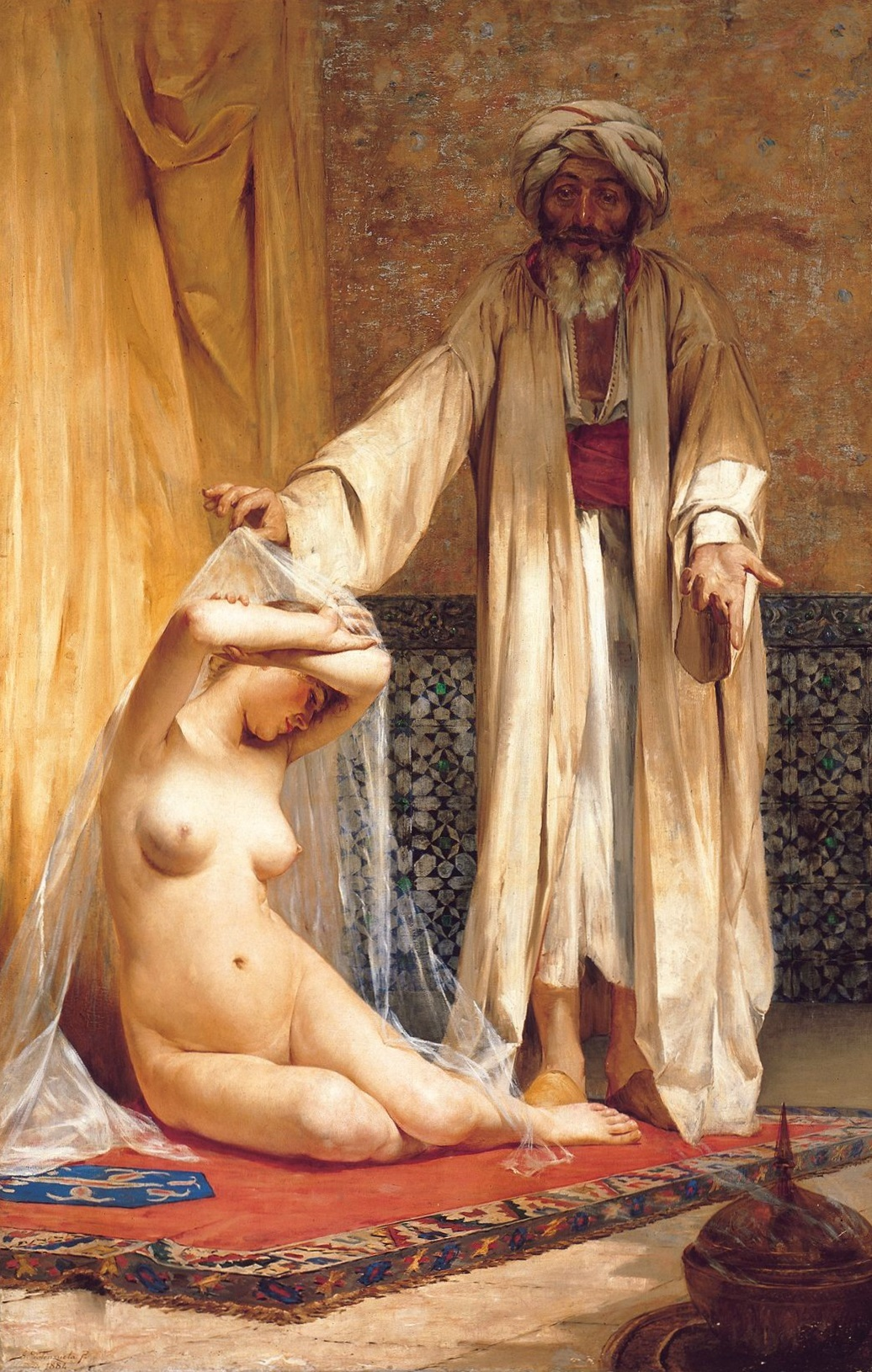
《商人的珍珠》，阿尔弗雷多·巴伦苏埃拉·普马绘制(c. 1884)
阿姆斯特丹德瓦伦红灯区。大多数被拐来的妓女来自中欧和东欧
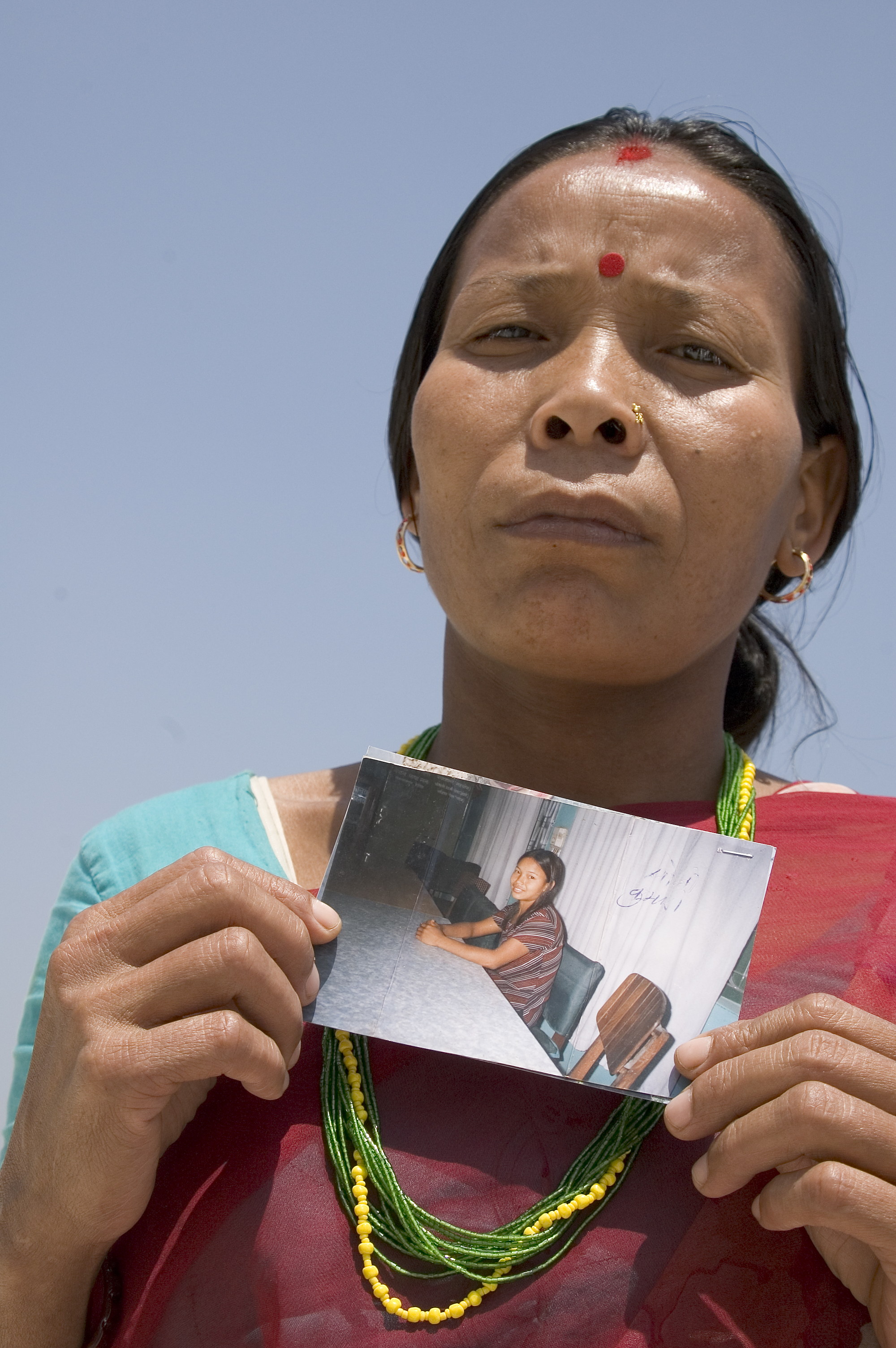
尼泊尔母亲远赴印度孟买，试图寻找自己被拐入窑子的女儿。